# Фалльман, Паскаль
Паскаль Фалльман (нем. Pascal Fallmann; род. 7 ноября 2003) — австрийский футболист, защитник клуба «Рапид».

## Клубная карьера
Фалльман — воспитанник клубов «Санкт-Пёльтен» и «Рапид». В 2020 году для получения игровой практики Паскаль начал выступать за дублирующий состав последних. 10 апреля 2022 года в матче против «Вольфсберга» он дебютировал в австрийской Бундеслиге.   

## Международная карьера
В 2022 году Фалльман в составе юношеской сборной Австрии принял участие в юношеском чемпионате Европы в Словакии. На турнире он сыграл в матчах против команд Англии, Израиля и Сербии. 